# Франко-онтарійці
Франкоонтарийці (фр. Franco-Ontariens) - франко-канадці, що мешкають у провінції Онтаріо (Канада).
Більшість франкоонтарійців - нащадки французьких колоністів Нової Франції, а також францизованих індіанців та ірландців. Їхні предки переселилися з Квебеку у 19-20 столітті і, з часом, утворили нову ідентичність.
Останнім часом, частина франкомовних іммігрантів нефранцузького походження теж ідентифікує себе з франкоонтарійцями і інтегрується до франкоонтарійських структур (школи, громадські організації тощо). Водночас, триває процес асиміляції франкомовних онтарійців у англомовну більшість.
Франкоонтарійці мають власний прапор.
| Прапор Канади | Це незавершена стаття про Канаду. Ви можете допомогти проєкту, виправивши або дописавши її. |